# Тейн Сейн
Тейн Сейн (бірм. သိန်းစိန်; нар. 20 квітня 1945, округ Іраваді) — м'янмський військовий і політичний діяч, генерал у відставці, був прем'єр-міністром М'янми з 24 жовтня 2007 по 4 лютого 2011 (у період з травня 2007 року виконував обов'язки глави уряду). Президент М'янми з 4 лютого 2011 по 30 березня 2016.
Закінчив елітну Академію сил оборони, а потім узяв командування піхотним батальйоном в окрузі Сікайн. У 1986 році він був підвищений у званні полковника. У 1992 році він став офіцером Генерального штабу військового міністерства у Рангуні. У 1996 році він був командиром трикутника Регіонального військового командування у Кентунге на сході штату Шан.
У 2001 році він був підвищений до звання генерал-майора і очолив адміністрацію у військовому відомстві. Рік по тому став генерал-лейтенантом, а у 2007 році отримав звання генерала. Він також обіймав посаду президента Організації ветеранів війни.
У 1997 році він вступив до лав правлячої хунти, Державної ради миру і розвитку. У 2003 році він був призначений другим Генеральним секретарем Ради з питань миру та розвитку, і рік потому став її Генеральним секретарем.